# Lotta ai XIV Giochi del Mediterraneo
I tornei di Lotta ai XIV Giochi del Mediterraneo si sono svolti dal 4 al 5 settembre 2001 a Tunisi, in Tunisia. Il programma ha previsto 22 tornei, con l'attribuzione di 15 medaglie d'oro complessive, di cui 8 per la specialità della lotta greco-romana maschile e 8 per la lotta libera maschile e 6 per la lotta libera femminile.

## Podi

### Uomini
| Evento                   | Oro                    | Argento                           | Bronzo                 |
| Lotta greco-romana       |                        |                                   |                        |
| fino a 54 kg (dettagli)  | Mücahit Vardal         | Muhammad Mustafa Abu al-Ila       | Hamou Oubrick          |
| fino a 58 kg (dettagli)  | Djamel Ainaoui         | Norbert Futo                      | Aszraf al-Gharabili    |
| fino a 63 kg (dettagli)  | Bünyamin Emik          | Christos Gikas                    | Zakaria Al-Nashid      |
| fino a 69 kg (dettagli)  | Christophe Guénot      | Yasser Saleh                      | Selahattin Güngör      |
| fino a 76 kg (dettagli)  | Taner Akbulut          | Aleksios Kolitsopulos             | Dalibor Bušić          |
| fino a 85 kg (dettagli)  | Muhammad Abd al-Fattah | Umar Basz Hanba                   | Theofanis Anagnostou   |
| fino a 97 kg (dettagli)  | Karam Dżabir           | Kostas Tanos                      | Serkan Özden           |
| fino a 130 kg (dettagli) | Yekta Yılmaz Gül       | Ksenofon Kutsiumbas               | Omrane Ayari           |
| Lotta libera             |                        |                                   |                        |
| fino a 54 kg (dettagli)  | Amiran Karndanof       | Firas Al-Rifaei                   | Muhyettin Uzun         |
| fino a 58 kg (dettagli)  | Tevfik Odabaşı         | Themistoklis Iakovidis            | Ali Abu Talib Muhammad |
| fino a 63 kg (dettagli)  | Bezik Aslanaswili      | Orazio Scafini                    | Ömer Çubukçu           |
| fino a 69 kg (dettagli)  | Yüksel Şanlı           | Ahmad Al-Aosta                    | Theodoros Kemeridis    |
| fino a 76 kg (dettagli)  | Fahrettin Özata        | Ioannis Athanasiadis              | Salvatore Rinella      |
| fino a 85 kg (dettagli)  | Nuri Zengin            | Lazaros Loizidis                  | Angelo Camarda         |
| fino a 97 kg (dettagli)  | Aftandil Ksantopulos   | William Rombouts                  | Kaşif Şakiroğlu        |
| fino a 130 kg (dettagli) | Zekeriya Güçlü         | Hiszam Abd al-Wahhab Abd al-Mumin | Theofilos Ampatzis     |

### Donne
| Evento                  | Oro                 | Argento                     | Bronzo             |
| Lotta libera            |                     |                             |                    |
| fino a 46 kg (dettagli) | Fadila al-Lawati    | Agoro Papawasiliu           | Farah Touchi       |
| fino a 51 kg (dettagli) | Sofia Pumburidu     | Nadir Uğrun Perçin          | Annalisa Debiasi   |
| fino a 56 kg (dettagli) | Salma Ferchichi     | Minerva Montero             | Anna Gomis         |
| fino a 62 kg (dettagli) | Diletta Giampiccolo | Stawrula Ziguri             | Rim Garram         |
| fino a 68 kg (dettagli) | Lise Legrand        | Jusrijja Madżdi Abd al-Muti | Maider Unda        |
| fino a 75 kg (dettagli) | Saida Riabi         | Fanny Gai                   | Maria Papageorgiou |

## Medagliere
La nazione ospitante è evidenziata.
| Posizione | Paese      | Oro | Argento | Bronzo | Totale |
| --------- | ---------- | --- | ------- | ------ | ------ |
| 1         | Turchia    | 9   | 1       | 5      | 15     |
| 2         | Grecia     | 4   | 9       | 4      | 17     |
| 3         | Francia    | 3   | 2       | 3      | 8      |
| 4         | Tunisia    | 3   | 1       | 2      | 6      |
| 5         | Egitto     | 2   | 3       | 2      | 7      |
| 6         | Italia     | 1   | 1       | 3      | 5      |
| 7         | Siria      | 0   | 3       | 1      | 4      |
| 8         | Spagna     | 0   | 1       | 1      | 2      |
| 9         | Jugoslavia | 0   | 1       | 1      | 2      |
| Totale    | Totale     | 22  | 22      | 22     | 66     |